# Ici Paris
«Ici Paris» — це третій та останній сингл з альбому Tostaky, французького рок-гурту «Noir Désir», який вийшов у 1993 року на лейблі Barclay.

## Композиції
1. Ici Paris (3:37)
2. Pyromane (Live) (4:22)
  - Recorded By — Giorgio Canali